# Tomasz Lorenc
Tomasz Andrzej Lorenc (ur. 12 maja 1977) – polski samorządowiec, z wykształcenia prawnik, w latach 2010–2018 wójt gminy Wielkie Oczy, od 2024 wicewojewoda podkarpacki.

## Życiorys
Studiował administrację w rzeszowskiej filii Uniwersytetu Marii Curie-Skłodowskiej oraz prawo w lubelskim ośrodku tej uczelni. Kształcił się podyplomowo w zakresie prawa restrukturyzacyjnego i upadłościowego na Uniwersytecie Jagiellońskim. Pełnił funkcję zastępcy dyrektora Powiatowego Urzędu Pracy w Lubaczowie. Wchodził w skład komisji rewizyjnej Związku Ochotniczych Straży Pożarnych Rzeczypospolitej Polskiej, kierował OSP w gminie Wielkie Oczy i był wiceprezesem powiatowej OSP w Lubaczowie.
Zaangażował się w działalność polityczną w ramach Polskiego Stronnictwa Ludowego. W 2006 uzyskał mandat radnego gminy Wielkie Oczy, a w 2010 i 2014 był wybierany wójtem tej gminy. W 2018 nie uzyskał reelekcji. W 2024 bez powodzenia kandydował do rady powiatu lubaczowskiego. 5 czerwca 2024 powołany na stanowisko drugiego wicewojewody podkarpackiego, odpowiedzialnego m.in. za kwestie rolnictwa i środowiska.